# Rivière du Cap Rouge
Der Rivière du Cap Rouge ist ein linker Nebenfluss des Sankt-Lorenz-Stroms. Er liegt in der Verwaltungsregion Capitale-Nationale der kanadischen Provinz Québec. Der Fluss ist 23,5 km lang und entwässert ein Gebiet von 82 km².

## Flusslauf
Die Quelle befindet sich am Südhang des Mont Bélair, einem Ausläufer der Laurentinischen Berge. Insgesamt gibt es 13 Zuflüsse. Die beiden wichtigsten sind der Ruisseau d’Eau Claire (5,5 km) und der Ruisseau Bélair (5,7 km), die ebenfalls am Südhang des Mont Bélair entspringen. Der Rivière du Cap Rouge fließt überwiegend in südöstlicher Richtung, wobei er stellenweise stark mäandriert. Im oberen, in der Gemeinde Saint-Augustin-de-Desmaures gelegenen Teil ist die Umgebung durch landwirtschaftliche Nutzung geprägt.
Im unteren Teil fließt der Fluss durch die urbane Umgebung des Arrondissements Sainte-Foy–Sillery–Cap-Rouge der Provinzhauptstadt Québec und wird dabei von mehreren wichtigen Verkehrswegen gekreuzt (Route 138, Autoroute 40). Kurz vor der Mündung in den Sankt-Lorenz-Strom, beim namensgebenden Cap Rouge, überquert eine Eisenbahnbrücke den Fluss. Es handelt sich dabei um eine 1016 m lange und 52 m hohe Trestle-Brücke, auf der seit 1908 die Bahnstrecke Québec–La Tuque verläuft. Sie wird heute noch von Güterzügen der Canadian National Railway befahren.
Nahe der Mündung des Flusses gründete Jacques Cartier im Jahr 1541 Charlesbourg-Royal. Die früheste französische Siedlung in Nordamerika musste nach nur zwei Jahren aufgegeben werden.